# Vizslás, Nógrád
Vizslás  este un sat în districtul Salgótarján, județul Nógrád, Ungaria, având o populație de 1.431 de locuitori (2011). 

## Demografie
Componența etnică a satului Vizslás
     Maghiari (93,79%)
     Romi (4,9%)
     Necunoscut (0,46%)
     Alții (0,84%)
Componența confesională a satului Vizslás
     Romano-catolici (45,63%)
     Fără religie (16,77%)
     Reformați (1,4%)
     Necunoscută (34,59%)
     Alte religii (4,26%)
Conform recensământului din 2011, satul Vizslás avea 1.431 de locuitori. Din punct de vedere etnic, majoritatea locuitorilor (93,79%) erau maghiari, cu o minoritate de romi (4,9%). Apartenența etnică nu este cunoscută în cazul a 0,46% din locuitori. Nu există o religie majoritară, locuitorii fiind romano-catolici (45,63%), persoane fără religie (16,77%) și reformați (1,4%). Pentru 34,59% din locuitori nu este cunoscută apartenența confesională.